# 徳川家康の馬印
徳川家康の馬印（とくがわいえやすのうまじるし）は、戦国大名でのち征夷大将軍となった徳川家康が用いた馬印。馬印とは武将が戦場や行軍で自分の位置を示したり、味方の士気を鼓舞するため、軍旗と併せて用いられた、木や竹などの柄を付けた装飾物のこと。

## 概要
家康は金扇の大馬印を用いたことで知られる。初期には「厭離穢土欣求浄土」の纏（大将の旗）のみを用いたが、やがて金扇を馬印として併用するようになった。しかし、その由来や使用開始時期には諸説がある（次項参照）。また小馬印の銀の繰半月も金扇に並ぶ徳川家の馬印だが、これは関ヶ原合戦時に細川忠興が指物として用いたものを、戦後家康が土井利勝を遣わして召し上げて秀忠に与えたとされ、これに従えば家康は使用していない。金扇と繰半月の馬印は徳川将軍家の歴代に受け継がれ所持された。

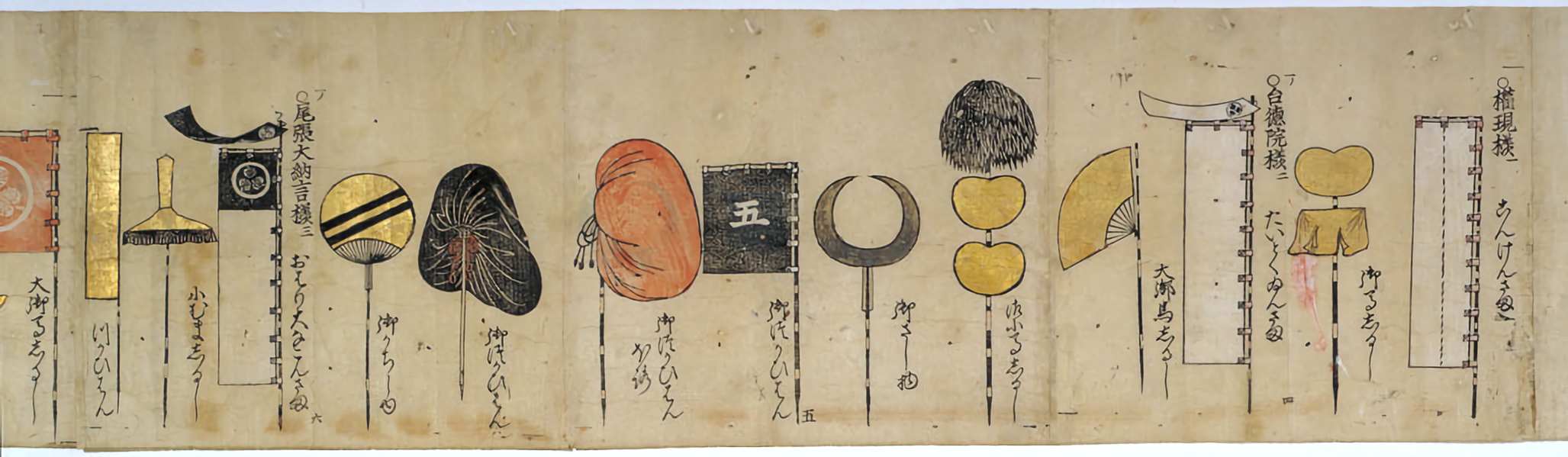
『御馬印』巻一

- 『御馬印』:寛永頃刊の御馬印一覧色刷本（吉田光由の撰）、巻一には権現様（徳川家康）、台徳院様（徳川秀忠）、御三家以下を記載。他に織田信長・豊臣秀吉ら天正期から関ヶ原の戦い、大坂の陣、島原の乱に用いた諸大名の馬印を収録。

右図の右から四番目が金扇の大馬印、二番目が金のふくべに金の切裂の馬印、六番目が銀の繰半月の小馬印（図では指物）。大坂の陣頃なので金扇の馬印は台徳院様（秀忠）となっており、家康はふくべの馬印を用いている。
- 『拾遺柳営秘鑑』:公方様御籏御馬印の記述。

「大御馬印　　金扇五本骨　扇間四方也」
「小御馬印　　銀鶴半月」
この他、久能山東照宮には関ヶ原合戦時に用いたとされる金地に赤丸の太極旗（現在は切り詰められているが元は四半旗）が所蔵されている。
また尾張徳川家伝来の家康所用の品として徳川美術館には金の網代傘の馬印と白地の大四半旗の纏がある。網代笠の馬印は『御馬印』記載の徳川義直小馬印（右図の右から十二番目）と同型だが、義直所用の現存品は三段笠になっている。なお、大坂冬の陣の義直出陣時に家康が両引の幕と白旗を授けたと義直の伝記『敬公実録』にあり、これらは家康所用でなく新調と見られる。
以上をまとめると次のようになる。
1. 大馬印:金扇
2. 馬印:金のふくべに金の切裂
3. 纏:「厭離穢土欣求浄土」の旗（白地に墨書き文字）、金地に赤丸の太極旗

金扇は『徳川実紀』に、小牧・長久手の戦いに本陣の象徴として登場する。その他、家康が出陣した戦いを描いた合戦図屏風には大抵描かれているが、『関ヶ原合戦図屏風（津軽本）』『大坂冬の陣図屏風』のように描かれていない例もある。特に後者では金扇・繰半月の馬印は秀忠の陣所にあり、家康の陣所にはふくべの馬印のみで、『御馬印』と同様の描写になっている。
幕末の鳥羽・伏見の戦いの時、徳川慶喜が大坂城から逃亡する際にこの馬印が城内に置き忘れられていたが、場内警備の任を受けていた侠客新門辰五郎（娘が慶喜の妾であった）がこれを拾って江戸まで送り届けたとする逸話がある。一方でそのまま火事で焼尽したとする松平春嶽の回顧談もある。
金扇馬印は久能山東照宮博物館所蔵品が現存する。また江戸時代の大坂城には大坂の陣後に伏見城へ残した金扇と繰半月の馬印が収蔵されており、絵図が残っている。絵図には家康所用とあるが、先述のように実際は秀忠が用いた。
なお江戸城にも金扇・繰半月の馬印があったことが、『徳川実紀』の具足祝や将軍代替わりの記事で確認でき、江戸・大坂双方にあったことになるが、現存品がどちらかは不明である。なお現存品・大坂城収蔵品絵図の金扇は何れも十本骨である。

## 大馬印由来諸説

### 本多中務大輔家由来説
幕府の古記録である『柳営秘鑑』では、三河安祥之七御普代の本多忠高（本多忠勝の父）に由来するという。加賀本多博物館（加賀前田家老の本多政重；本多正信の子に由来）には、扇の馬験が所蔵されており、『柳営秘鑑』の本多家由来と符合する。柳営秘鑑では「扇の御馬印」となっており、徳川実紀にある金扇とは異なり、当初は、金箔ではなかったかもしれない。
『柳営秘鑑』巻ノ三：
「一、扇の御馬印ハ五本骨ニ而親骨の方を竿付尓して被為持。元来、本多平八郎忠高所持之持物尓て数度の戦功顕し。天文十八年安祥城責の時、一番乗りして討死之後、其子中書忠勝相伝、用之処、文禄二年大神君御所望有て、御当家随一の御馬印ニ被成置。」
『常山紀談』にある天文十四年第三次安城合戦以来説（松平広忠、本多忠豊・忠高・忠勝）：永禄六年牧野氏由来説の紹介後、それを否定する説の紹介。
「然れども扇の御印は其前よりの事にや。天文十四年，公矢矧川にて織田家と軍ありし時、利無くて危かりしに、本多吉右衛門忠豊、疾く岡崎に入らせ給へ。御馬印を賜はり討死すべし、と申せ共許されず。扇の御馬印を取て清田畷にて討死しける。其隙に危きを逓れ給へり。御印は忠豊が嫡子平八郎忠高が家に相伝へ、忠高も又戦死しける。其子忠勝が時に至りて、永禄二年東照宮乞ひ返させ給ひたりと云へり。」
※『常山紀談』と同様に、『岡崎市史』では、牧野家由来説を否定疑問視。『柳営秘鑑』の記述とも符号。
牧野家由来の下地村聖眼寺での逸話を一通り紹介後に、かかる事には種種の付会説が伝わるものと前置きし、金扇の馬験は、松平広忠の時代から使用していたという。あるいは、もと本多平八郎忠高の指し物で、後これを献じたものという。広忠の安城清縄手合戦の時に、本多平八郎忠豊が、広忠の扇の馬験を請受けて、身代わりに討死したとある。
また、本多家覚書および成島の『改正三河後風土記』には、宇理城攻めの時、敵兵が、松平清康の扇の指し物を目指して、き下にせまる。忠豊、清康の馬前に奮戦し、敵を退ける。その功を賞せられて、扇の指し物を賜るとある。これより、本多家に伝わったものという。

### 牧野家由来説
東三河の郷土史料の『牛窪記』に初出の説。徳川家康が今川軍の拠点の吉田城（愛知県豊橋市）を攻略した際に、後に譜代に列する東三河の牧野家の金扇の馬印を譲り受けたとするもの。後の牛窪密談記など、他の史料においても記述内容は微妙に異なるが、吉田城攻略の際にという日時場所は一致している。
『常山紀談』にある永禄六年牧野氏由来説
「金の七本骨の扇の御馬印の事／東照宮、金の七本骨の扇に日丸附けたる馬印は、参河の設楽郡牛窪の牧野半右衛門が印なりしを、永禄六年に乞ひ得させられて馬印となし給ふ。」
「夫より前の御印は厭離穢土欣求浄土の八字を書きたるにて、大樹寺の登誉が筆なり。其印明暦丁酉の火災にかかれりと言へり。然れども扇の御印は其前よりの事にや。天文十四年，公矢矧川にて織田家と軍ありし時・・・（以下略）」同上。
『牛窪記』にある説、「牧野家参神君大原退駿河事」
「其後天正十八年小田原御陣ニ。神君御馬印ニ右ノ金ノ扉ヲアソハシタル也。牧野半右衛門モ印ニ金の扉ナレハ。遠慮ニ思ヒサヽサリケルヲ。神君聞シメサレ。同縁不浅コトナレハ。同シ印モクルシカラスト御免ヲ蒙リケル。」
『牛窪密談記』の説。
「一、天正十八寅歳、小田原御陣に牧野半右衛門が馬印扇なり、家康公の御馬印も扇なれば半右衛門遠慮するところに、下地聖眼寺太子にての事仰せ出され、同様苦しからざる旨御免を蒙り、牧野家の誉なり。」
「一、家康公、吉田の城代大原肥前守御退治として、永禄八乙丑歳夏御出馬なり、牧野右馬允先陣を蒙りける下地村聖眼寺御本陣なり、右馬允つくつく思ふやうは、家康公の御手に属し初めての軍なれば、一手柄なくてはとて聖眼寺太子の御前にうづくまり、牧野家の馬印扇二本を太子の宮殿に籠めて暫く観念あり退出しけり、余人是を知らず、其後住持太子を拝しられけるに、件の扇仏前に有り、正しく御身より分身まきれしと、家康公言上有りければ、一本召し上げられ、残り一本は聖眼寺の什物と成る。」
『三河国宝飯郡誌』の説。下地村聖眼寺（豊橋市下地町）に伝わる。
「永禄七年吉田ノ城主小原肥前守鎮実ヲ攻メ給ハントテ、神君当寺ヲ陣営トナシ給フ。則チ聖徳太子ノ宮殿ニシテ、天下泰平ノ事ヲ祈り給フ。或夜御夢中ニ雙扇ヲ感得シ総フノ御奇瑞アリ。夫ヨリ一扇ヲ以テ馬幟トシ、牧野康成先陣ニ進ム。一扇ハ当寺ニ止メテ霊法トナサシメ給フ。即チ吉田城程ナク御手ニ入リシコソ奇特ナレ。馬標扇、延宝元年将軍家綱治世ノ砌、徳川家所蔵ノ扇ト照合アリテ由緒顕ハレ、年頭登城、白書院時服拝領スト云フ。」

### その他
『三河物語』にある関連記述
「石河新九郎（親綱）ハ、「道ヲ帰（替）て退キてハ、タトえバ生てヲモシロカラズ。又、道ヲ替テ山之中にて打レタラバ、「新九郎社、ヘリ道ヲシテ打レタル」ナドゝ人に定（沙汰）せラレン事ハ、骸之上の恥辱可レ成」トテ、本道ヲスグに退キケレバ、金ノ団扇ノ指物ヲ指ケル間・・・」
これは、永禄六年(1563)の三河一向一揆の際に、徳川家康に反旗を翻した石川党（石川氏）の石河新九郎（親綱）が、金の団扇（うちわ）の指物（さしもの）をしていたという記述である。三河物語は、史料価値が高いと言われるだけに、徳川譜代の石川氏から由来している可能性もある。もっとも石川新九郎は一揆終息後も家康に許されてはおらず、団扇も「うちわ・軍配」の形とも受け取れ、金扇との関連は不確かである。

## 徳川家康の馬印の記述
1. 『甫庵太閤記』（小牧・長久手の合戦記述において）；「金の扇の馬印、嶺わきより朝日の出るが如く、おし上りたり」
2. 『徳川実紀』（東照宮御実紀、小牧・長久手の合戦記述において）；「金扇の御馬印遥にみゆれば。徳川殿出馬ありしといふ程こそあれ。池田。森が人数は山際より扇の御馬印朝日にかゞやきをし出すをみて。すは徳川殿みづから来り給ふといふより。さあ出んとて金の扇の御馬験を押立て進ませ給へば。敵は是をみて。さてこそ徳川の出馬有しぞ。」